# František Kučera
František Kučera (* 3. února 1968, Praha) je bývalý český hokejový obránce.

## Životopis
Na začátku své kariéry působil ve Spartě, kde svým umem brzy převyšoval své vrstevníky. Ve věku 18 let se zúčastnil mistrovství Evropy juniorů a po něm byl v roce 1986 ve 4. kole draftován do NHL (jako celkově 77. v pořadí) týmem Chicago Blackhawks. O rok později pomohl juniorské reprezentaci získat stříbrné medaile na juniorském mistrovství světa 1987.

### První působení v NHL
Po pádu železné opony mohl v roce 1990, ve věku 22 let, odejít do zámoří. Zde svou kariéru zahájil nejprve ve farmářském klubu Chicaga, v Indianapolis Ice, kde se setkal též s Dominikem Haškem. Poté začal nastupovat přímo za tým Chicago Blackhawks, s nímž se v sezóně 1991/92 dostal až do finále Stanleyova poháru, které však prohrál s Jágrovým a Hrdinovým Pittsburghem. V Chicagu vydržel až do sezóny 1993/94, v jejímž průběhu (11. března 1994) přestoupil do klubu Hartford Whalers. Zde působil až do sezóny 1995/96, během níž (19. prosince 1995) přestoupil do týmu Vancouver Canucks. V následující sezóně hrál nejenom za Vancouver, ale též za Houston Aeros či Syracuse Crunch. Navíc 18. března 1997 přestoupil do Philadelphie Flyers, za níž hrál jednak v NHL, ale také v jejím farmářském klubu Philadelphia Phantoms.

### Návrat domů
Po sezóně 1996/97 zamířil zpět domů do pražské Sparty a nastupoval za ni až do sezóny 1999/2000. Během působení ve Spartě vyhrál vedle české Extraligy též titul mistra světa a především se stal olympijským vítězem. V době vítězství v Extralize navíc vedl Spartu jako její kapitán.

### Návrat do NHL
Následující sezónu již opět hrál NHL, a sice v Columbusu. V průběhu sezóny (13. března 2001) však přestoupil do Pittsburghu, který v tu dobu trénoval Ivan Hlinka. Vydržel zde až do konce sezóny.

### Extraligovéintermezzoa třetí působení v NHL
V létě roku 2001 se vrátil zpět domů a na začátku sezóny 2001/02 nastoupil opět za pražskou Spartu. Po 10 odehraných kolech však odešel již potřetí do zámoří, tentokrát do klubu Washington Capitals, kam byl z Pittsburghu 11. července 2001 spolu s Jaromírem Jágrem vyměněn. Vydržel zde do konce sezóny. Navíc vzhledem k tomu, že Sparta v této sezóně vyhrála českou Extraligu, stal se podruhé mistrem Extraligy.

### Definitivní návrat do Extraligy
Po ročním působení ve Washingtonu se opětovně vrátil do Česka. Nehrál však za pražskou Spartu, nýbrž za Slavii Praha. S ní hned ve své první sezóně – 2002/03 – získal již svůj třetí extraligový titul a v následujícím roce ještě stříbrnou medaili v téže soutěži.
Svou kariéru ukončil 21. října 2004 na základě vlastního rozhodnutí.

### Současnost
V současné době provozuje spolu se svým bratrem Vojtěchem hokejovou halu v pražských Letňanech, kde vede i tréninky malých chlapců. Zároveň zde provozují restauraci Kučerovka.

## Rodina
Kučera je ženatý a s manželkou Ilonou vychovávají své tři děti, syny Franka s Jakubem a dceru Denisu.

## Úspěchy
Vedle olympijského triumfu ze zimních olympijských her v japonském Naganu je též dvojnásobným mistrem světa (v letech 1999 a 2000) a byl též finalistou Stanleyova poháru (v sezóně 1991/92). Dvakrát se také stal mistrem Extraligy; poprvé v sezóně 1999/2000 v dresu pražské Sparty, podruhé o 3 roky později, v sezóně 2002/03, v dresu pražské Slavie.

## Osobní ocenění
Na mistrovství světa 1999 byl vyhlášen nejlepším obráncem celého šampionátu. Dále byl vyhlášen nejlepším obráncem Extraligy v ročnících 1997/98, 1998/99 a 1999/2000. V sezóně 1999/2000 se navíc stal nejlepším hráčem celé Extraligy. A v téže sezóně se stal také Hokejistou sezóny a byl nominován na cenu pro nejužitečnějšího hráče play-off Extraligy. V reprezentaci také působil jako zástupce kapitána. V roce 2012 byl uveden do Síně slávy českého hokeje.

## Ocenění a úspěchy
- 1986 ME-18 – All-Star Tým
- 1998 ČHL – Nejlepší obránce
- 1998 ČHL – Nejtrestanější hráč v playoff
- 1998 MS – All-Star Tým
- 1998 MS – Nejlepší obránce
- 1999 MS – Nejlepší obránce
- 2000 ČHL – Nejlepší obránce
- 2000 ČHL – Nejlepší hráč v pobytu na ledě (+/−)
- 2000 ČHL – Hokejista sezony
- 2000 ČHL – Nejlepší nahrávač v playoff
- 2003 ČHL/SHL – Utkání hvězd české a slovenské extraligy
- 2012 Uveden do Síně slávy českého hokeje.
- 2025 Klub legend české extraligy[20]

## Prvenství
- Debut v NHL – 4. října 1990 (Chicago Blackhawks proti New York Rangers)
- První asistence v NHL – 1. listopadu 1990 (Chicago Blackhawks proti Quebec Nordiques)
- První gól v NHL – 14. listopadu 1990 (Detroit Red Wings proti Chicago Blackhawks, kanadskému brankáři Tim Cheveldae)

## Klubové statistiky
| Sezóna        | Klub                  | Soutěž        |     | Základní část | Základní část | Základní část | Základní část | Základní část |   | Play off | Play off | Play off | Play off | Play off |
| Sezóna        | Klub                  | Soutěž        | Z   | G             | A             | B             | TM            | Z             | G | A        | B        | TM       |          |          |
| 1985–86       | TJ Sparta ČKD Praha   | ČSHL-18       | 25  | 2             | 16            | 18            | —             | —             | — | —        | —        | —        |          |          |
| 1985–86       | TJ Sparta ČKD Praha   | ČSHL          | 15  | 0             | 0             | 0             | 10            | —             | — | —        | —        | —        |          |          |
| 1986–87       | TJ Sparta ČKD Praha   | ČSHL          | 34  | 4             | 2             | 6             | 14            | 6             | 1 | 0        | 1        | —        |          |          |
| 1987–88       | TJ Sparta ČKD Praha   | ČSHL          | 45  | 7             | 2             | 9             | 30            | —             | — | —        | —        | —        |          |          |
| 1988–89       | ASD Dukla Jihlava     | ČSHL          | 34  | 6             | 6             | 12            | 28            | 11            | 4 | 3        | 7        | —        |          |          |
| 1989–90       | ASD Dukla Jihlava     | ČSHL          | 40  | 9             | 10            | 19            | 42            | 1             | 1 | 0        | 1        | 0        |          |          |
| 1990–91       | Indianapolis Ice      | IHL           | 35  | 8             | 19            | 27            | 23            | 7             | 0 | 1        | 1        | 15       |          |          |
| 1990–91       | Chicago Blackhawks    | NHL           | 40  | 2             | 12            | 14            | 32            | —             | — | —        | —        | —        |          |          |
| 1991–92       | Indianapolis Ice      | IHL           | 7   | 1             | 2             | 3             | 4             | —             | — | —        | —        | —        |          |          |
| 1991–92       | Chicago Blackhawks    | NHL           | 61  | 3             | 10            | 13            | 36            | 6             | 0 | 0        | 0        | 0        |          |          |
| 1992–93       | Chicago Blackhawks    | NHL           | 71  | 5             | 14            | 19            | 59            | —             | — | —        | —        | —        |          |          |
| 1993–94       | Chicago Blackhawks    | NHL           | 60  | 4             | 13            | 17            | 34            | —             | — | —        | —        | —        |          |          |
| 1993–94       | Hartford Whalers      | NHL           | 16  | 1             | 3             | 4             | 14            | —             | — | —        | —        | —        |          |          |
| 1994–95       | HC Sparta Praha       | ČHL           | 16  | 1             | 2             | 3             | 14            | —             | — | —        | —        | —        |          |          |
| 1994–95       | Hartford Whalers      | NHL           | 48  | 3             | 17            | 20            | 30            | —             | — | —        | —        | —        |          |          |
| 1995–96       | Hartford Whalers      | NHL           | 30  | 2             | 6             | 8             | 10            | —             | — | —        | —        | —        |          |          |
| 1995–96       | Vancouver Canucks     | NHL           | 24  | 1             | 0             | 1             | 10            | 6             | 0 | 1        | 1        | 0        |          |          |
| 1996–97       | Houston Aeros         | IHL           | 12  | 0             | 3             | 3             | 20            | —             | — | —        | —        | —        |          |          |
| 1996–97       | Vancouver Canucks     | NHL           | 2   | 0             | 0             | 0             | 0             | —             | — | —        | —        | —        |          |          |
| 1996–97       | Syracuse Crunch       | AHL           | 42  | 6             | 29            | 35            | 36            | —             | — | —        | —        | —        |          |          |
| 1996–97       | Philadelphia Flyers   | NHL           | 2   | 0             | 0             | 0             | 2             | —             | — | —        | —        | —        |          |          |
| 1996–97       | Philadelphia Phantoms | AHL           | 9   | 1             | 5             | 6             | 2             | 10            | 1 | 6        | 7        | 20       |          |          |
| 1997–98       | HC Sparta Praha       | ČHL           | 42  | 8             | 11            | 19            | 44            | 9             | 3 | 1        | 4        | 53       |          |          |
| 1998–99       | HC Sparta Praha       | ČHL           | 41  | 3             | 12            | 15            | 92            | 8             | 0 | 2        | 2        | 34       |          |          |
| 1999–00       | HC Sparta Praha       | ČHL           | 51  | 7             | 26            | 33            | 46            | 9             | 1 | 9        | 10       | 4        |          |          |
| 2000–01       | Columbus Blue Jackets | NHL           | 48  | 2             | 5             | 7             | 12            | —             | — | —        | —        | —        |          |          |
| 2000–01       | Pittsburgh Penguins   | NHL           | 7   | 0             | 2             | 2             | 0             | —             | — | —        | —        | —        |          |          |
| 2001–02       | Washington Capitals   | NHL           | 56  | 1             | 13            | 14            | 12            | —             | — | —        | —        | —        |          |          |
| 2001–02       | HC Sparta Praha       | ČHL           | 10  | 2             | 2             | 4             | 2             | —             | — | —        | —        | —        |          |          |
| 2002–03       | HC Slavia Praha       | ČHL           | 44  | 4             | 15            | 19            | 26            | 6             | 0 | 1        | 1        | 0        |          |          |
| 2003–04       | HC Slavia Praha       | ČHL           | 11  | 1             | 1             | 2             | 6             | 16            | 0 | 2        | 2        | 6        |          |          |
| 2004–05       | HC Slavia Praha       | ČHL           | 8   | 0             | 0             | 0             | 4             | —             | — | —        | —        | —        |          |          |
| Celkem v ČSHL | Celkem v ČSHL         | Celkem v ČSHL | 168 | 26            | 20            | 46            | 124           | 18            | 6 | 3        | 9        | —        |          |          |
| Celkem v NHL  | Celkem v NHL          | Celkem v NHL  | 465 | 24            | 95            | 119           | 251           | 12            | 0 | 1        | 1        | 0        |          |          |
| Celkem v ČHL  | Celkem v ČHL          | Celkem v ČHL  | 223 | 26            | 69            | 95            | 234           | 48            | 4 | 15       | 19       | 97       |          |          |

## Reprezentace
| Rok                  | Tým                  | Soutěž               | Z  | G | A | B  | TM |
| -------------------- | -------------------- | -------------------- | -- | - | - | -- | -- |
| 1985                 | Československo 18    | ME-18                | 5  | 0 | 2 | 2  | 2  |
| 1986                 | Československo 18    | ME-18                | 5  | 1 | 2 | 3  | 4  |
| 1987                 | Československo 20    | MSJ                  | 7  | 1 | 2 | 3  | 2  |
| 1988                 | Československo 20    | MSJ                  | 7  | 1 | 2 | 3  | 2  |
| 1989                 | Československo       | MS                   | 6  | 0 | 1 | 1  | 6  |
| 1991                 | Československo       | KP                   | 5  | 0 | 0 | 0  | 4  |
| 1994                 | Česko                | MS                   | 4  | 0 | 0 | 0  | 2  |
| 1998                 | Česko                | OH                   | 6  | 0 | 0 | 0  | 0  |
| 1998                 | Česko                | MS                   | 8  | 3 | 0 | 3  | 4  |
| 1999                 | Česko                | MS                   | 10 | 0 | 6 | 6  | 6  |
| 1999/2000            | Česko                | EHT                  | 10 | 0 | 3 | 3  | 10 |
| 2000                 | Česko                | MS                   | 9  | 2 | 2 | 4  | 6  |
| 2002/2003            | Česko                | EHT                  | 10 | 3 | 2 | 5  | 8  |
| Mistrovství světa 5x | Mistrovství světa 5x | Mistrovství světa 5x | 37 | 5 | 9 | 14 | 24 |
| Olympijské hry 2x    | Olympijské hry 2x    | Olympijské hry 2x    | 6  | 0 | 0 | 0  | 0  |
| Euro Hockey Tour 2x  | Euro Hockey Tour 2x  | Euro Hockey Tour 2x  | 20 | 3 | 5 | 8  | 18 |
| Kanadský pohár 1x    | Kanadský pohár 1x    | Kanadský pohár 1x    | 5  | 0 | 0 | 0  | 4  |

Celková bilance 121 utkání/15 branek